# Hans-Georg von Friedeburg
Hans-Georg von Friedeburg, född 15 juli 1895 i Strassburg, Kejsardömet Tyskland, död 23 maj 1945 i Flensburg-Mürwik, var en tysk sjömilitär; generalamiral den 1 maj 1945. Han var den siste överbefälhavaren för Tredje rikets flotta.

## Biografi
von Friedeburg inträdde i Kaiserliche Marine den 1 april 1914. I början av första världskriget var han posterad på SMS Kronprinz. År kom han till ubåtsvapnet.
von Friedeburg var överbefälhavare för Kriegsmarine från den 1 maj till den 23 maj 1945. Han var ledare för den tyska delegationen som kapitulerade inför den brittiska delegationen under ledning av fältmarskalk Bernard Montgomery på Lüneburgheden den 4 maj vilket ledde till att de tyska styrkorna i Nederländerna, Danmark och nordvästra Tyskland lade ner vapnen. von Friedeburg undertecknade sedan även de fullständiga kapitulationerna i Reims den 7 maj och Berlin den 8 maj.
Den 23 maj 1945 greps von Friedeburg av brittiska soldater som misstänkt för krigsförbrytelser. Han valde då att samma dag begå självmord genom att inta gift.
von Friedeburg var sedan 1921 gift med Ursula von Harlem (född 1899). Paret fick två söner.

## Befordringshistorik
| Datum             | Tjänstegrad     |
| ----------------- | --------------- |
| 23 december 1914  | Fänrik          |
| 13 juli 1916      | Löjtnant        |
| 28 september 1920 | Överlöjtnant    |
| 1 juli 1925       | Kaptenslöjtnant |
| 1 april 1933      | Korvettkapten   |
| 1 januari 1937    | Fregattkapten   |
| 1 januari 1939    | Kapten          |
| 1 september 1942  | Konteramiral    |
| 1 februari 1943   | Viceamiral      |
| 1 april 1943      | Amiral          |
| 1 maj 1945        | Generalamiral   |

## Utmärkelser
Hans-Georg von Friedeburgs utmärkelser
- Järnkorset av andra klassen (första världskriget)
- Järnkorset av första klassen (första världskriget)
- Riddarkorset av andra klassen av Zähringer Löwenorden med svärd
- Hedersriddare av Johanniterorden
- Ärekorset (Ehrenkreuz des Weltkrieges)
- Wehrmachts tjänsteutmärkelse av fjärde till första klassen
- Spanska korset i silver med svärd
- Järnkorset av andra klassen (andra världskriget)
- Järnkorset av första klassen (andra världskriget)
- Krigsförtjänstkorset av andra klassen med svärd
- Krigsförtjänstkorset av första klassen med svärd
- Tyska korset i silver: 6 juni 1942
- Krigsförtjänstkorsets riddarkors med svärd: 17 januari 1945

## Bilder

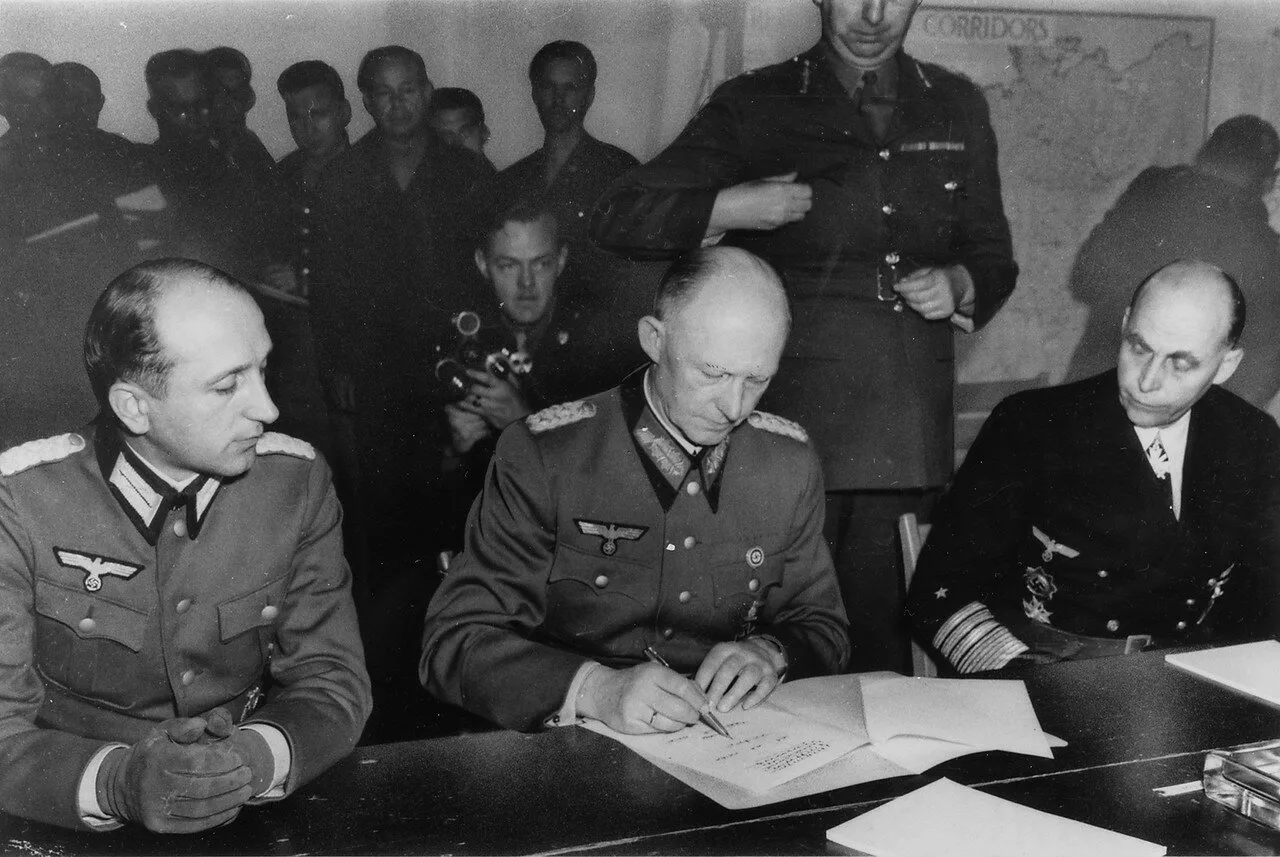
Hans-Georg von Friedeburg (till höger) med Wilhelm Oxenius och Alfred Jodl vid undertecknandet av Tysklands villkorslösa kapitulation i Reims den 7 maj 1945.
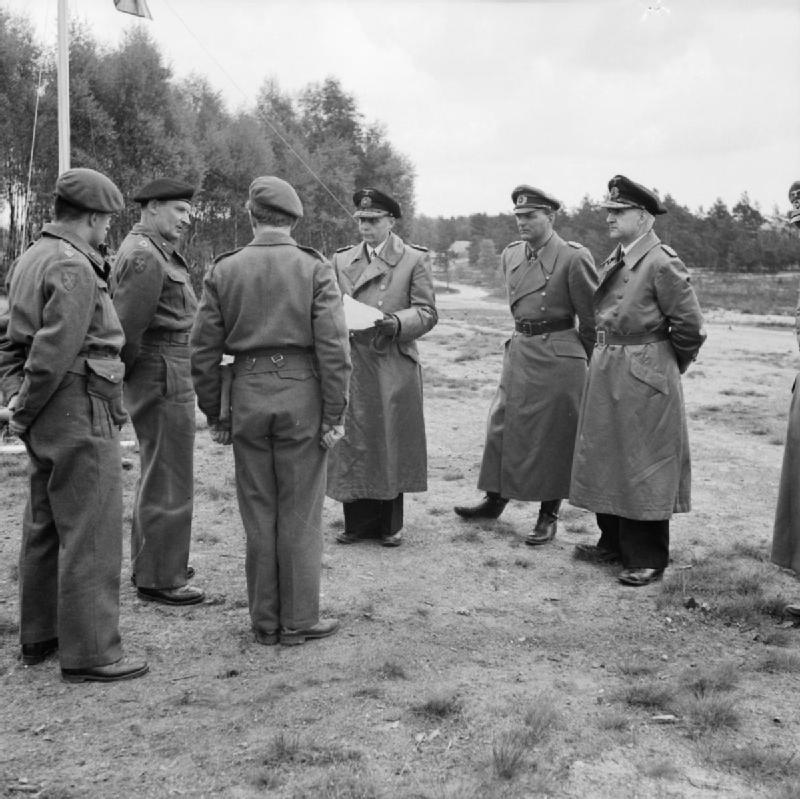
Fältmarskalk Bernard Montgomery tar emot den tyska delegationen med von Friedeburg, general Eberhard Kinzel och konteramiral Gerhard Wagner.